# Formosa, Argentina
Formosa là thành phố thủ phủ của tỉnh Formosa, Argentina, bên bờ sông Paraguay, cự ly khoảng 1.200 km (746 dặm) so với Buenos Aires, trên quốc Lộ 11. Thành phố có dân số khoảng 210.000 người theo điều tra dân số năm 2001 Bản mẫu:Census-ar.
Formosa là trung tâm của ngành công nghiệp tỉnh, chế biến các sản phẩm tài nguyên thiên nhiên của tỉnh. Cảng phục vụ Paraguay về phía sông Paraná là phương tiện vận tải chính cho ngành sản xuất của tỉnh.
Các điểm tham quan đáng chú ý của thành phố bao gồm Giáo đường Nuestra Señora del Carmen, tòa nhà Chính phủ, Vườn thực vật rừng Torelli, Bảo tàng Lịch sử tỉnh, sân vận động Estadio Centenario, bờ sông Paraguay, Đảo Isla de Oro, và Quảng trường Trung tâm được đặt tên José de San Martín.
Khí hậu địa phương cận nhiệt đới ẩm, với nhiệt độ trung bình 28 °C vào mùa hè và 16 °C vào mùa đông.

## Khí hậu
| Dữ liệu khí hậu của Formosa, Argentina (1961–1990)    | Dữ liệu khí hậu của Formosa, Argentina (1961–1990) | Dữ liệu khí hậu của Formosa, Argentina (1961–1990) | Dữ liệu khí hậu của Formosa, Argentina (1961–1990) | Dữ liệu khí hậu của Formosa, Argentina (1961–1990) | Dữ liệu khí hậu của Formosa, Argentina (1961–1990) | Dữ liệu khí hậu của Formosa, Argentina (1961–1990) | Dữ liệu khí hậu của Formosa, Argentina (1961–1990) | Dữ liệu khí hậu của Formosa, Argentina (1961–1990) | Dữ liệu khí hậu của Formosa, Argentina (1961–1990) | Dữ liệu khí hậu của Formosa, Argentina (1961–1990) | Dữ liệu khí hậu của Formosa, Argentina (1961–1990) | Dữ liệu khí hậu của Formosa, Argentina (1961–1990) | Dữ liệu khí hậu của Formosa, Argentina (1961–1990) |
| Tháng                                                 | 1                                                  | 2                                                  | 3                                                  | 4                                                  | 5                                                  | 6                                                  | 7                                                  | 8                                                  | 9                                                  | 10                                                 | 11                                                 | 12                                                 | Năm                                                |
| ----------------------------------------------------- | -------------------------------------------------- | -------------------------------------------------- | -------------------------------------------------- | -------------------------------------------------- | -------------------------------------------------- | -------------------------------------------------- | -------------------------------------------------- | -------------------------------------------------- | -------------------------------------------------- | -------------------------------------------------- | -------------------------------------------------- | -------------------------------------------------- | -------------------------------------------------- |
| Cao kỉ lục °C (°F)                                    | 41.0 (105.8)                                       | 40.0 (104.0)                                       | 42.0 (107.6)                                       | 37.2 (99.0)                                        | 34.0 (93.2)                                        | 32.3 (90.1)                                        | 34.1 (93.4)                                        | 35.5 (95.9)                                        | 38.0 (100.4)                                       | 40.6 (105.1)                                       | 42.0 (107.6)                                       | 43.5 (110.3)                                       | 43.5 (110.3)                                       |
| Trung bình ngày tối đa °C (°F)                        | 33.4 (92.1)                                        | 32.9 (91.2)                                        | 31.4 (88.5)                                        | 27.7 (81.9)                                        | 24.8 (76.6)                                        | 22.3 (72.1)                                        | 22.8 (73.0)                                        | 23.8 (74.8)                                        | 25.7 (78.3)                                        | 28.8 (83.8)                                        | 30.5 (86.9)                                        | 32.6 (90.7)                                        | 28.1 (82.6)                                        |
| Trung bình ngày °C (°F)                               | 27.3 (81.1)                                        | 26.8 (80.2)                                        | 25.2 (77.4)                                        | 22.0 (71.6)                                        | 19.3 (66.7)                                        | 16.7 (62.1)                                        | 16.8 (62.2)                                        | 17.7 (63.9)                                        | 19.5 (67.1)                                        | 22.6 (72.7)                                        | 24.5 (76.1)                                        | 26.5 (79.7)                                        | 22.1 (71.8)                                        |
| Tối thiểu trung bình ngày °C (°F)                     | 21.9 (71.4)                                        | 21.7 (71.1)                                        | 20.4 (68.7)                                        | 17.3 (63.1)                                        | 14.9 (58.8)                                        | 12.2 (54.0)                                        | 12.1 (53.8)                                        | 12.6 (54.7)                                        | 14.1 (57.4)                                        | 17.0 (62.6)                                        | 19.0 (66.2)                                        | 20.8 (69.4)                                        | 17.0 (62.6)                                        |
| Thấp kỉ lục °C (°F)                                   | 12.6 (54.7)                                        | 11.0 (51.8)                                        | 9.0 (48.2)                                         | 5.5 (41.9)                                         | 0.5 (32.9)                                         | −0.3 (31.5)                                        | −2.3 (27.9)                                        | 0.2 (32.4)                                         | 1.7 (35.1)                                         | 5.3 (41.5)                                         | 8.0 (46.4)                                         | 9.1 (48.4)                                         | −2.3 (27.9)                                        |
| Lượng Giáng thủy trung bình mm (inches)               | 171.2 (6.74)                                       | 142.4 (5.61)                                       | 151.7 (5.97)                                       | 153.3 (6.04)                                       | 105.6 (4.16)                                       | 66.8 (2.63)                                        | 49.6 (1.95)                                        | 60.1 (2.37)                                        | 85.1 (3.35)                                        | 120.7 (4.75)                                       | 171.0 (6.73)                                       | 146.8 (5.78)                                       | 1.424,3 (56.07)                                    |
| Số ngày giáng thủy trung bình (≥ 0.1 mm)              | 9                                                  | 8                                                  | 9                                                  | 9                                                  | 7                                                  | 7                                                  | 6                                                  | 8                                                  | 7                                                  | 9                                                  | 9                                                  | 9                                                  | 97                                                 |
| Độ ẩm tương đối trung bình (%)                        | 72                                                 | 74                                                 | 76                                                 | 79                                                 | 80                                                 | 80                                                 | 77                                                 | 75                                                 | 72                                                 | 70                                                 | 71                                                 | 70                                                 | 75                                                 |
| Số giờ nắng trung bình tháng                          | 279.0                                              | 235.2                                              | 229.4                                              | 201.0                                              | 201.5                                              | 171.0                                              | 192.2                                              | 179.8                                              | 186.0                                              | 232.5                                              | 255.0                                              | 282.1                                              | 2.644,7                                            |
| Phần trăm nắng có thể                                 | 66                                                 | 65                                                 | 60                                                 | 58                                                 | 60                                                 | 54                                                 | 58                                                 | 52                                                 | 52                                                 | 59                                                 | 64                                                 | 67                                                 | 60                                                 |
| Nguồn 1: NOAA                                         |                                                    |                                                    |                                                    |                                                    |                                                    |                                                    |                                                    |                                                    |                                                    |                                                    |                                                    |                                                    |                                                    |
| Nguồn 2: Servicio Meteorológico Nacional (ngày giáng) |                                                    |                                                    |                                                    |                                                    |                                                    |                                                    |                                                    |                                                    |                                                    |                                                    |                                                    |                                                    |                                                    |